# Zigomar Peau d'Anguille
Zigomar Peau d'Anguille er en fransk stumfilm fra 1913 af Victorin-Hippolyte Jasset.